# Anost
Anost (prononcé [ano]) est une commune française située dans le département de Saône-et-Loire en région Bourgogne-Franche-Comté.

## Géographie

### Localisation
Perché à une altitude de 550 m, le petit village d'Anost se situe au cœur du Haut-Morvan montagnard, plus précisément dans la partie nord de la région du Haut Folin et du Mont Beuvray aux sommets massifs, arrondis ou tabulaires, séparés par des vallées souvent encaissées, à pentes raides.
| Lavault-de-Frétoy (Nièvre) | Planchez (Nièvre)    | Gien-sur-Cure (Nièvre) |
| Arleuf (Nièvre)            | Anost                | Cussy-en-Morvan        |
|                            | Roussillon-en-Morvan | La Petite-Verrière     |

### Lieux-dits et écarts

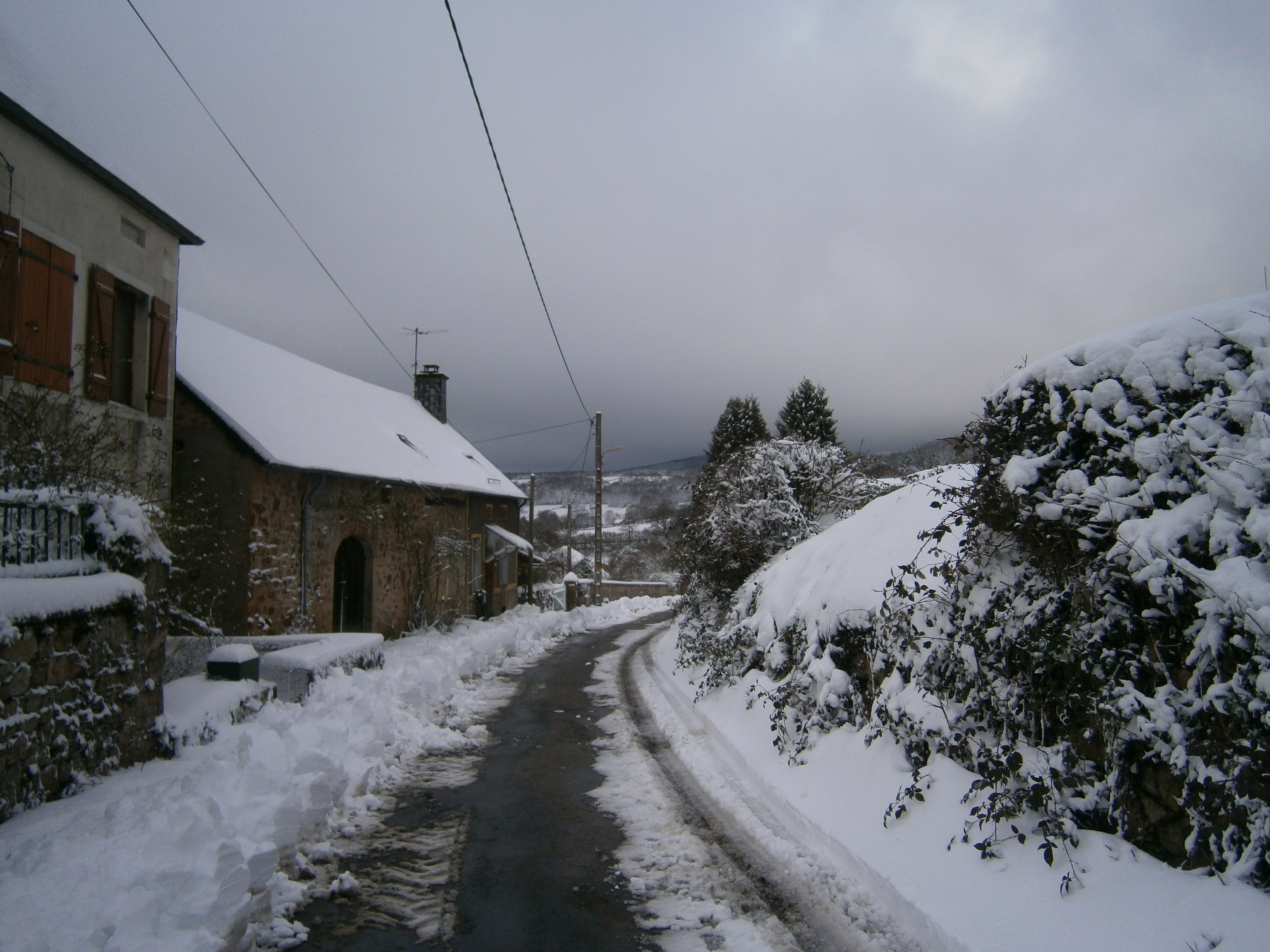
Les Graillots, rue de la Cure, Anost sous la neige.

La commune d'Anost compte quarante-cinq hameaux : Athez, les Bigeards, les Billons, les Bonnards, la Bussière, Bussy, le Champs de la Gorge, les Chevannes, les Chevreaux, Corcelles, Corterin, le Creux, la Croix des Crots, Dront, En Moulu, la Ferrière (château), les Figuiers, le Fourneau, les Gaudrys, la Genette, les Gilets, les Girards, les Graillots, les Grelodots, l'Île d'Elbe, Joux, la Maison de l'Etang, les Miens, le Mont, Montcimet, le Moulin de Roussillon, la Pierre en Eau, les Pignots, les Places, Prébien, la Roche, les Roux, les Roys, Sanceray, Valterne, Varin, Vaumignon, Velée (chapelle), le Vernay, le Vusin.

### Relief et géologie
D'un point de vue géologique, le Haut-Morvan montagnard est composé de divers granites et d'un ensemble complexe de roches volcano-sédimentaires, aux sols généralement acides (pH voisin de 5) et principalement dépourvus de calcaire.
La forêt domine le paysage. Y alternent forêts de feuillus (hêtres, chênes) et forêts de résineux (importantes plantations de sapins, d'épicéas, de douglas), bois mixtes et zones de tourbière. L'exploitation forestière y est donc importante (l'enrésinement va croissant).
Sur le territoire de la commune est implantée une forêt domaniale : la forêt d'Anost (contenance : 999,19 ha), qui mêle conifères et feuillus.

### Hydrographie
- Source de la Cure.
- Rivière d'Anost ou de la Petite-Verrière.
- La Corcelière.
- Le Corterin.
- La Bic.
- Ruisseau de Vernay.
- Etang du Vernay.
- Ruisseau de Rainache.
- Etang Rainache.
- La Chaloire.
- Ruisseau du Chênelet.
- Fontaine des Basses Cassières.
- Ruisseau des Fontaines Salées.
- Ruisseau des Malpeines.
- Ruisseau de Montmaillot.
- Ruisseau des Péchues.
- Bien arrosé, le Haut-Morvan montagnard connaît une pluviométrie annuelle importante (de 1 600 mm à 2 000 mm suivant les sommets).

### Climat
Pour des articles plus généraux, voir Climat de la Bourgogne-Franche-Comté et Climat de Saône-et-Loire.
En 2010, le climat de la commune est de type climat de montagne, selon une étude du Centre national de la recherche scientifique s'appuyant sur une série de données couvrant la période 1971-2000. En 2020, Météo-France publie une typologie des climats de la France métropolitaine dans laquelle la commune est exposée à un climat océanique altéré et est dans la région climatique Lorraine, plateau de Langres, Morvan, caractérisée par un hiver rude (1,5 °C), des vents modérés et des brouillards fréquents en automne et hiver.
Pour la période 1971-2000, la température annuelle moyenne est de 10 °C, avec une amplitude thermique annuelle de 16,3 °C. Le cumul annuel moyen de précipitations est de 1 262 mm, avec 14,3 jours de précipitations en janvier et 8,9 jours en juillet. Pour la période 1991-2020, la température moyenne annuelle observée sur la station météorologique de Météo-France la plus proche, « Chateau Chinon », sur la commune de Château-Chinon (Ville) à 13 km à vol d'oiseau, est de 10,5 °C et le cumul annuel moyen de précipitations est de 1 252,3 mm. 
La température maximale relevée sur cette station est de 38,8 °C, atteinte le 25 juillet 2019 ; la température minimale est de −21,3 °C, atteinte le 10 février 1956,,.
Les paramètres climatiques de la commune ont été estimés pour le milieu du siècle (2041-2070) selon différents scénarios d'émission de gaz à effet de serre à partir des nouvelles projections climatiques de référence DRIAS-2020. Ils sont consultables sur un site dédié publié par Météo-France en novembre 2022.

## Urbanisme

### Typologie
Au 1er janvier 2024, Anost est catégorisée commune rurale à habitat dispersé, selon la nouvelle grille communale de densité à sept niveaux définie par l'Insee en 2022.
Elle est située hors unité urbaine. Par ailleurs la commune fait partie de l'aire d'attraction d'Autun, dont elle est une commune de la couronne,. Cette aire, qui regroupe 42 communes, est catégorisée dans les aires de moins de 50 000 habitants,.

### Occupation des sols
L'occupation des sols de la commune, telle qu'elle ressort de la base de données européenne d’occupation biophysique des sols Corine Land Cover (CLC), est marquée par l'importance des forêts et milieux semi-naturels (74,1 % en 2018), en augmentation par rapport à 1990 (73,1 %). La répartition détaillée en 2018 est la suivante : forêts (72,6 %), prairies (22,6 %), zones agricoles hétérogènes (1,8 %), milieux à végétation arbustive et/ou herbacée (1,5 %), zones urbanisées (1,4 %). L'évolution de l’occupation des sols de la commune et de ses infrastructures peut être observée sur les différentes représentations cartographiques du territoire : la carte de Cassini (XVIIIe siècle), la carte d'état-major (1820-1866) et les cartes ou photos aériennes de l'IGN pour la période actuelle (1950 à aujourd'hui).

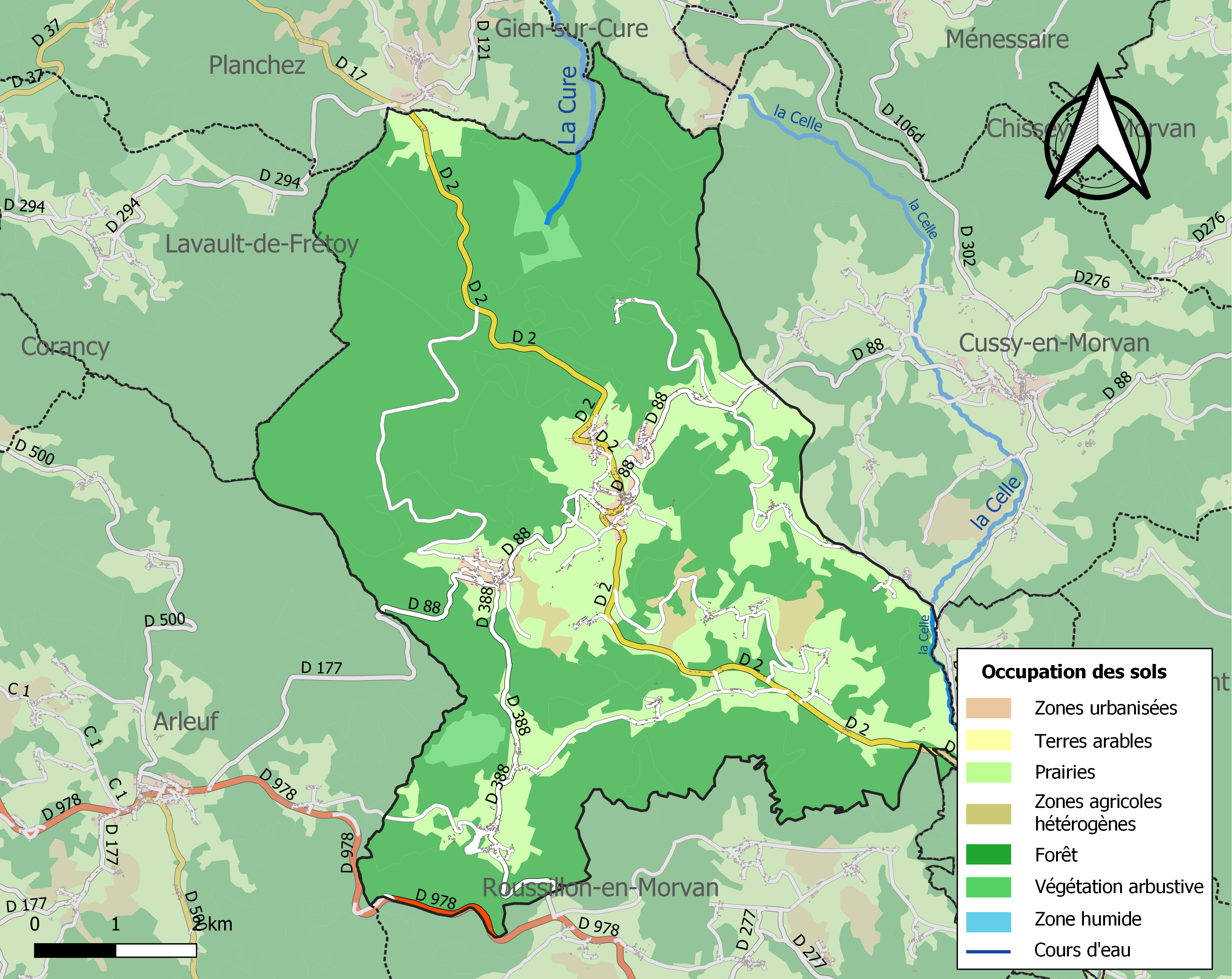
Carte des infrastructures et de l'occupation des sols de la commune en 2018 (CLC).

## Histoire
L'église d'Anost abrite dans le bas-côté gauche les gisants de Jehan et Isabeau de Roussillon, restaurés il y a quelques années par l'association Anost Archéologie après avoir été retirés de leur emplacement initial par le curé du lieu en 1852 (date à laquelle ils furent exposés verticalement, contre l'un des murs de l'église).
Parmi les édifices historiques de la commune se trouvent le château de Roussillon (dit le vieux château) ou encore la chapelle Sainte-Claire de Velée.
En 1895, Anost dota son hameau d'Athez d'une école mixte de hameau, ce dont bénéficia le hameau de Dront en 1904.

### Le tacot du Morvan
Au début du XXe siècle, la commune était desservie par une des lignes du tacot du Morvan : le chemin de fer d'Autun à Château-Chinon.
Lors de l'ouverture de la ligne en août 1900, le terminus se trouvait sur le territoire de la commune d'Anost, à la gare desservant les hameaux de Athez et Corcelles. La ligne fut ensuite prolongée le 28 août 1904 dans le département de la Nièvre, jusqu'à Château-Chinon.
La commune d'Anost bénéficiait de plusieurs points d'arrêt : un arrêt au hameau les Chevannes, une gare au point kilométrique 19,791 de la ligne à Vaumignon, un arrêt à Velée et enfin une gare aux lieux-dits Athez et Corcelles au point kilométrique 23,725.
Le trafic voyageurs fut stoppé le 31 juillet 1931, remplacé par un service d'autocars. La ligne, fermée définitivement en 1936, fut démontée entièrement en 1939.

## Politique et administration

### Liste des maires
| Période                                  | Période      | Identité             | Étiquette | Qualité                       |
| ---------------------------------------- | ------------ | -------------------- | --------- | ----------------------------- |
| Les données manquantes sont à compléter. |              |                      |           |                               |
| juillet 2020                             | en cours     | Louis Basdevant      | DVG       | Retraité Fonction publique    |
| mars 2008                                | juillet 2020 | Jean-Claude Nouallet | DVG       | Retraité Fonction publique    |
| mars 2001                                | mars 2008    | Michèle Desmoulin    | PS        | Cadre bancaire                |
| juin 1995                                | mars 2001    | Bernard Dessertenne  |           | Gardien de la paix            |
| mars 1989                                | juin 1995    | Jean-Claude Nouallet | DVG       | Cadre de la fonction publique |
| mars 1965                                | mars 1989    | André Basdevant      | SFIO-PS   | Avocat                        |
| octobre 1954                             | mars 1965    | Roger Mochon         |           | Docteur                       |
| 1929                                     | 1954         | René Roy             | Radical   | Docteur                       |
| 1919                                     | 1929         | Pierre Beaudequin    |           |                               |

## Population et société

### Démographie
L'évolution du nombre d'habitants est connue à travers les recensements de la population effectués dans la commune depuis 1793. Pour les communes de moins de 10 000 habitants, une enquête de recensement portant sur toute la population est réalisée tous les cinq ans, les populations de référence des années intermédiaires étant quant à elles estimées par interpolation ou extrapolation. Pour la commune, le premier recensement exhaustif entrant dans le cadre du nouveau dispositif a été réalisé en 2004.

En 2022, la commune comptait 704 habitants, en évolution de −4,22 % par rapport à 2016 (Saône-et-Loire : −1,06 %, France hors Mayotte : +2,11 %).
| 1793  | 1800  | 1806  | 1821  | 1831  | 1836  | 1841  | 1846  | 1851  |
| ----- | ----- | ----- | ----- | ----- | ----- | ----- | ----- | ----- |
| 2 201 | 2 103 | 2 248 | 2 760 | 2 819 | 3 012 | 3 480 | 3 670 | 3 863 |

| 1856  | 1861  | 1866  | 1872  | 1876  | 1881  | 1886  | 1891  | 1896  |
| ----- | ----- | ----- | ----- | ----- | ----- | ----- | ----- | ----- |
| 3 789 | 3 853 | 3 556 | 3 660 | 3 725 | 3 609 | 3 763 | 3 419 | 3 069 |

| 1901  | 1906  | 1911  | 1921  | 1926  | 1931  | 1936  | 1946  | 1954  |
| ----- | ----- | ----- | ----- | ----- | ----- | ----- | ----- | ----- |
| 2 868 | 2 612 | 2 411 | 2 014 | 1 972 | 1 882 | 1 726 | 1 468 | 1 175 |

| 1962  | 1968  | 1975 | 1982 | 1990 | 1999 | 2004 | 2006 | 2009 |
| ----- | ----- | ---- | ---- | ---- | ---- | ---- | ---- | ---- |
| 1 081 | 1 058 | 867  | 847  | 746  | 679  | 672  | 672  | 691  |

| 2014 | 2019 | 2022 | - | - | - | - | - | - |
| ---- | ---- | ---- | - | - | - | - | - | - |
| 725  | 719  | 704  | - | - | - | - | - | - |

## Culture locale et patrimoine

### Spécialités locales
Anost est le lieu de production de La Foline, une bière bio de fabrication artisanale (non filtrée et non pasteurisée, refermentée en bouteilles ou en fût), par la (micro) brasserie du même nom.

### Manifestations culturelles et festivités

#### Fête de la Vielled'Anost
Origine
La traditionnelle Fête de la Vielle d'Anost, trouve son origine dans la Journée de la vielle et des vielleux qui a lieu le 21 mai 1978 à Montsauche-les-Settons (Nièvre). Cette toute première fête de la vielle en Morvan est alors organisée par Lai Pouèlée, association pour l'expression populaire en Morvan. Ce jour-là, quatre cents spectateurs et une trentaine de musiciens étaient présents.
La fête est transférée à Anost (Saône-et-Loire) en 1979 (une journée le 20 mai sous le nom de Grande fête de la vielle) puis à Ouroux-en-Morvan (Nièvre) en 1980 (deux journées les 9 (Bal Morvandiau traditionnel) et 10 août (Journée de la veille proprement dite) et à Saint-Brisson (Nièvre) en 1981 (une journée le 2 août).
À partir de l'édition 1980, l'Union des groupes et des ménestriers du Morvan (UGMM) reprend l'organisation de la fête qui prend alors le nom de Journée de la veille.
Installation à Anost
À partir de 1982 (deux journées les 4 et 5 septembre), la fête s'installe définitivement à Anost et à partir de 1983 (deux journées les 27 et 28 août), elle se stabilise dans la seconde quinzaine d'août.
Un festival qui s'inscrit dans la durée
À partir de 1987, à l'occasion des dix ans, elle passe à trois jours et prend le nom de Fête de la vielle en Morvan.
En 1997, pour le 20e anniversaire, elle a lieu sur cinq jours ; en 2002 pour le 25e anniversaire sur quatre jours ; en 2007 et 2012 pour les 30e et 35e anniversaires à nouveau sur cinq jours.
À partir de l'édition 1998, la fête prend son nom actuel de Fête de la Vielle.
Pour son 30e anniversaire en 2007, la Fête de la Vielle a accueilli sur cinq jours 25 000 spectateurs venus de toute la France et de toute l'Europe, ainsi qu'une vingtaine de groupes invités (Morvan, Poitou, Gascogne, Bourbonnais, Espagne, Portugal…) et des centaines de musiciens.
À partir de 2008, elle se déroule sur quatre jours (du jeudi au dimanche vers les 15-20 août) durant lesquels retentissent les cornemuses, les violons, les accordéons diatoniques et les vielles à roues.
Le 16 août 2013, lors de sa 36e édition, la fête invite pour la première fois Malicorne, groupe phare de la scène folk française à l'origine en 1973 du renouveau des musiques traditionnelles.
La programmation, consacrée aux musiques traditionnelles du Morvan et d'ailleurs, est riche en concerts variés et en « bœufs ». Outre les concerts sous chapiteau et le grand bal du samedi soir, elle offre au public de nombreuses animations gratuites : concerts dans les rues et les bars, scène ouverte sous la halle, apéritifs-concerts, stages de vielle et stands de luthiers, d'artisans, d'artistes, d'éditeurs, de vente de disques de musique traditionnelle.
La 37e fête de la Vielle a eu lieu du jeudi 21 au dimanche 24 août 2014.
Pour son 40e anniversaire, la fête de la Vielle a réuni en 2017 plus de 20 000 festivaliers.
La 41e fête de la Vielle a eu lieu, dans tout le village, du vendredi 17 au dimanche 19 août 2018 pendant trois jours et trois nuits de festivités. La musique traditionnelle d’ici et d’ailleurs y a rassemblé de nombreux artistes en concerts, en stages et pour animer les bals avec notamment le groupe de renommée internationale Blowzabella pour le concert phare du vendredi soir. L'édition a également proposé des scènes ouvertes, des initiations aux danses "trad", des stages de vielle (découverte et masterclass), des conférences, des projections de films, des stages de bourrées et danses de couple du Morvan, un marché des luthiers, un groupe folklorique, un stage pour les enfants et en off des bœufs.
Du 19 au 21 août 2022 a lieu la 45e fête de la Vielle d'Anost (toujours organisée par l'UGMM). S'y produisent des groupes venus d'Italie, d'Angleterre, d'Espagne, du Morvan et de toute la France mais aussi les « Enfants de la 45e », pépinière de l'UGMM, qui se produisent au cœur de la fête. La fête propose à nouveau des scènes ouvertes, des initiations aux danses trad', des stages de vielle et de cornemuse, une conférence, la projection d'un film documentaire, des stages de bourrée et danses de couple du Morvan, un concours de Jeunes talents, un marché des luthiers et le traditionnel « off » du festival avec des « bœufs » dans les rues du village.
La 46e Fête de la Vielle d'Anost aura lieu du 18 au 20 août 2023.
La fête devrait célébrer sa 50e édition en 2027.

### Lieux et monuments

#### Édifices civils
- La Maison des Galvachers et la Maison du patrimoine oral, qui font partie du réseau de l'écomusée du Morvan[27].

- Le château de La Ferrière, bâti par la famille des Chevannes[28]. Le domaine appartenait au XIIIe siècle à l'abbaye Saint-Symphorien d'Autun et aux seigneurs de Glenne. Le château figure sur le cadastre de 1827. Il appartient à la fille du général Boyer[29] ;
- Le château de Meix, au nord du bourg, fut construit sur ordre de Jacques de Chaugy, baron d'Anost en 1575. Ce château était ceint de fossés et possédait quatre tours. Il n'en reste plus rien ;
- La maison forte de Vaumignon ;
- Le manoir de Bussy ;
- Le château de Roussillon, ruiné par les Armagnacs en 1412 selon Dom Plancher. Les ruines de cette forteresse sont encore visibles à quatre kilomètres au sud du bourg[29],[30],[31].

#### Édifices religieux

Édifices religieux à Anost
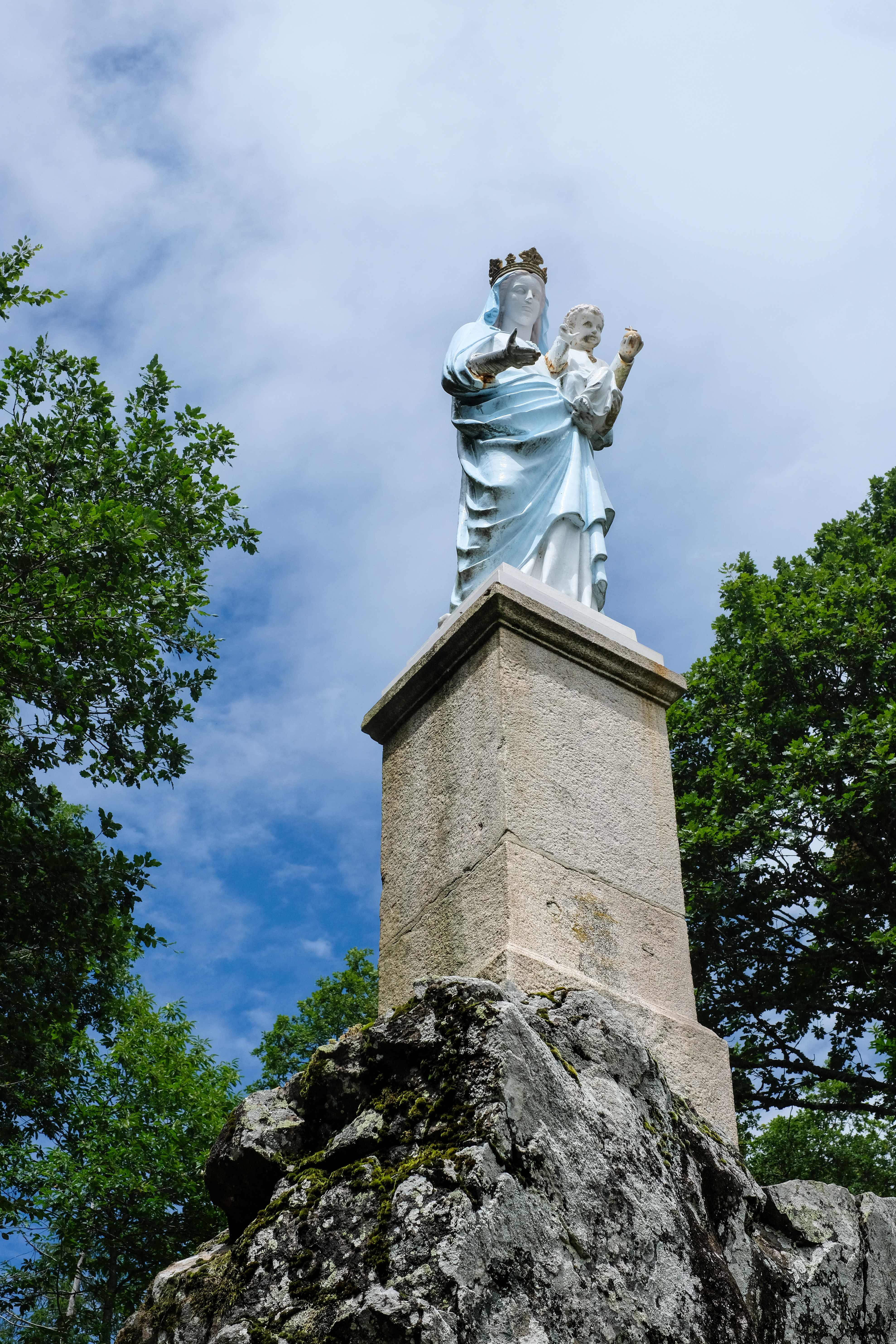
Notre-Dame de l'Aillant est une statue de la Vierge à l'Enfant de 850 kg et de 3 mètres de hauteur[32] située sur un point de vue dans les hauteurs du village. Une plaque est fixée au piédestal de cette statue dont le père Jacques-Joseph Mariller, curé de la paroisse, est à l'origine ; y est gravée la mention : « En reconnaissance à la Vierge Marie qui a protégé Anost le 1er décembre 1871. Statue érigée le 5 août et bénite le 26 septembre 1878 »[33] ;
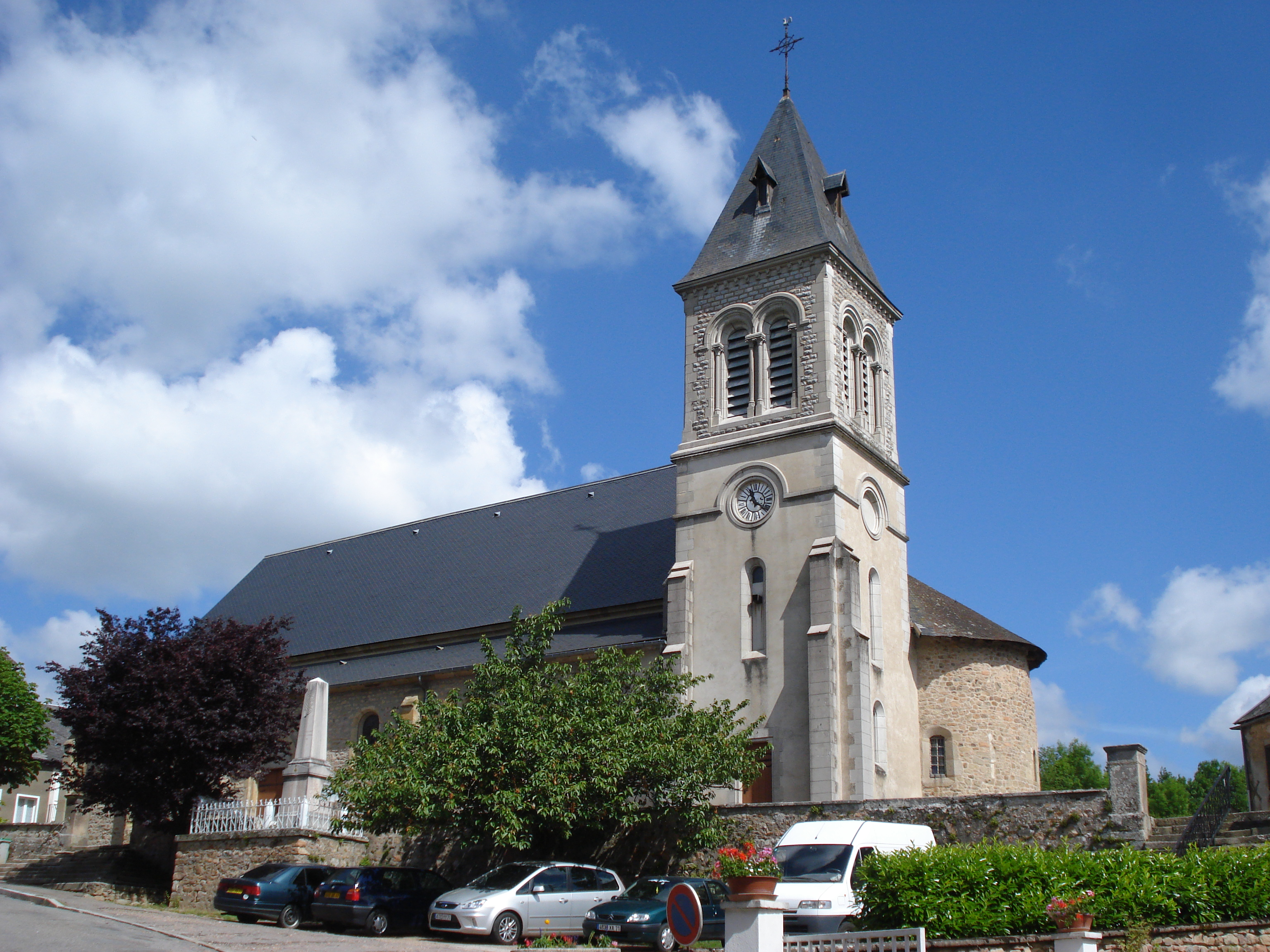
L'église, placée sous le vocable de saint Germain[34], date du XIIe siècle pour son abside en cul-de-four et son transept, la nef allongée et flanquée de deux collatéraux ayant été construite au XIXe siècle (1850). Sacristie et accès au clocher (à gauche et à droite du chœur) datant du XVIIIe siècle. Le campanile à charpente couverte d'essaules est remplacé en 1932 par un clocher en moellons en forme de tour carrée[35]. Cette église abrite dans le bas-côté gauche les gisants de Jehan et Isabeau de Roussillon, restaurés dans le cadre d'une démarche finalisée en 2005 qui a permis de replacer ces gisants en haut du collatéral nord, de nettoyer les sculptures, d'éliminer les sels et de découvrir de nombreux vestiges de polychromie[36].
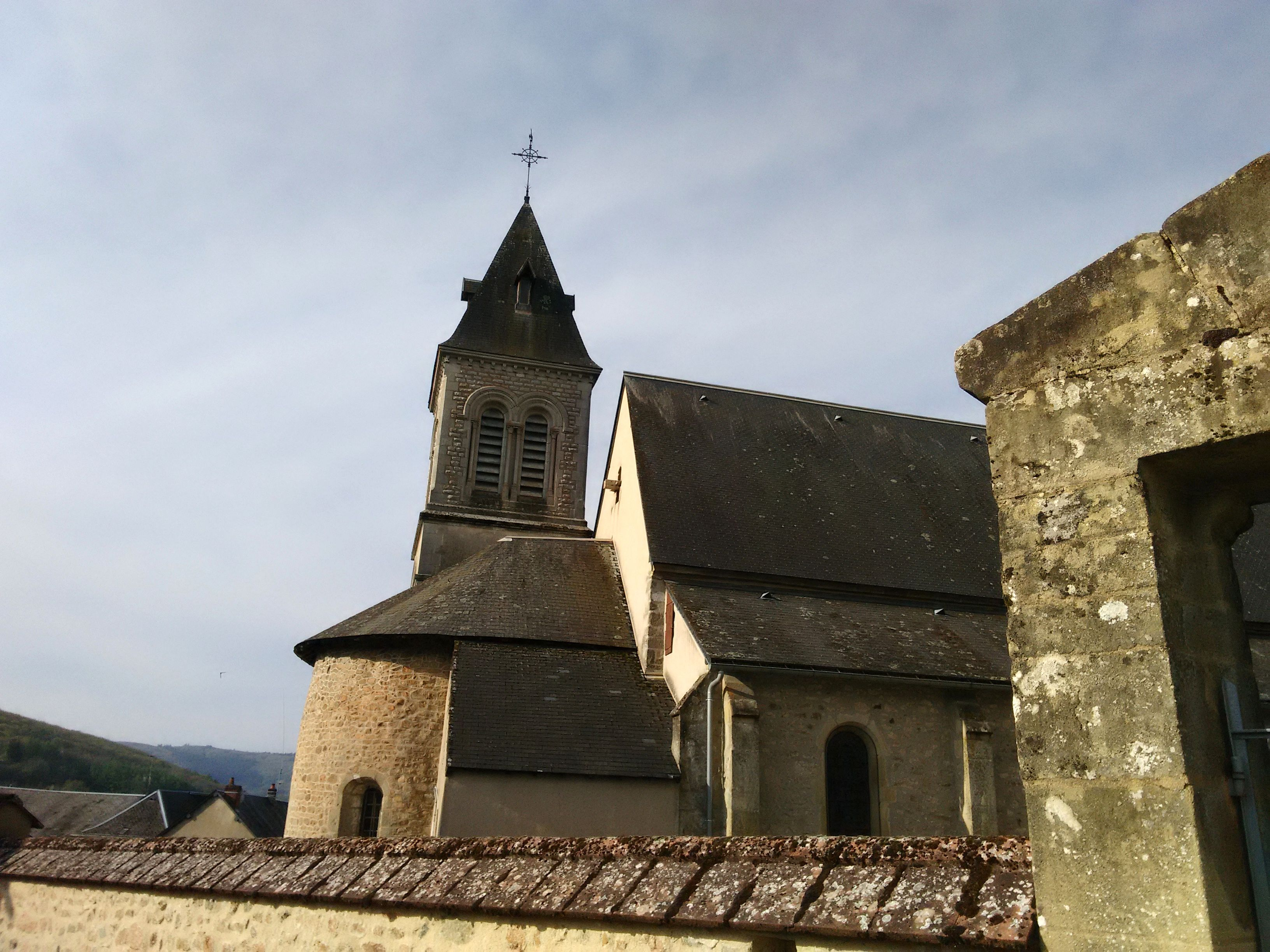
La chapelle Sainte-Claire du hameau de Velée[37]. Chapelle décorée par dom Angelico Surchamp en 1966-1967[38]. Cette chapelle est un édifice à l’architecture très simple : une nef rectangulaire se terminant par une abside semi-circulaire, longue de 9,15 m, large de 4,65 m, les murs hauts d’environ 4,40 m, ni voûtée ni plafonnée, mais à la charpente visible. Éclairée de deux baies en plein cintre de part et d’autre de l’unique porte d’accès au centre du mur sud, c’est une église très lumineuse. Les enduits blancs portent un chemin de croix qui accompagne un christ en croix sculpté et placé au centre du mur de l’abside.  - Édifices religieux à Anost
  - Notre-Dame de l'Aillant
  - Église Saint-Germain vue de la rue de l'Église
  - Église Saint-Germain vue du cimetière

## Personnalités liées à la commune
- Jules Basdevant (1877-1968), professeur de droit français, père d'André et de Suzanne ;
- André Basdevant (1909-1999), docteur en droit, maire de la ville de 1965 à 1989 ;
- Suzanne Basdevant (1906-1995), docteur en droit international, première femme à obtenir l'agrégation de droit public ;
- Pierre Peignot, sculpteur ;
- Francis Poulenc (1899-1963) ; compositeur et pianiste, a passé régulièrement ses vacances à Anost[39] ;
- Didier Cornaille, écrivain ;
- Henri Contet, parolier ;
- Gabriel Bablon (1905-1956 à Anost), Compagnon de la Libération.
- Raphael Romand , acteur